# أفقرة (الدوادمي)
أفقرة،أفقراء هي قرية من فئة (ب) تقع في محافظة الدوادمي، والتابعة لمنطقة الرياض في السعودية. وتبعد أفقرة عن محافظة الدوادمي بمسافة تقارب (45) كم.